# Varunidae

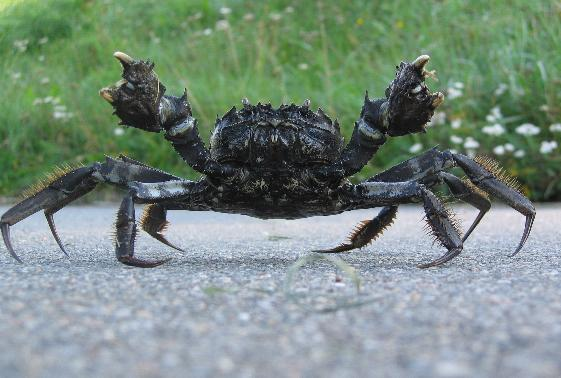
Krab wełnistoszczypcy

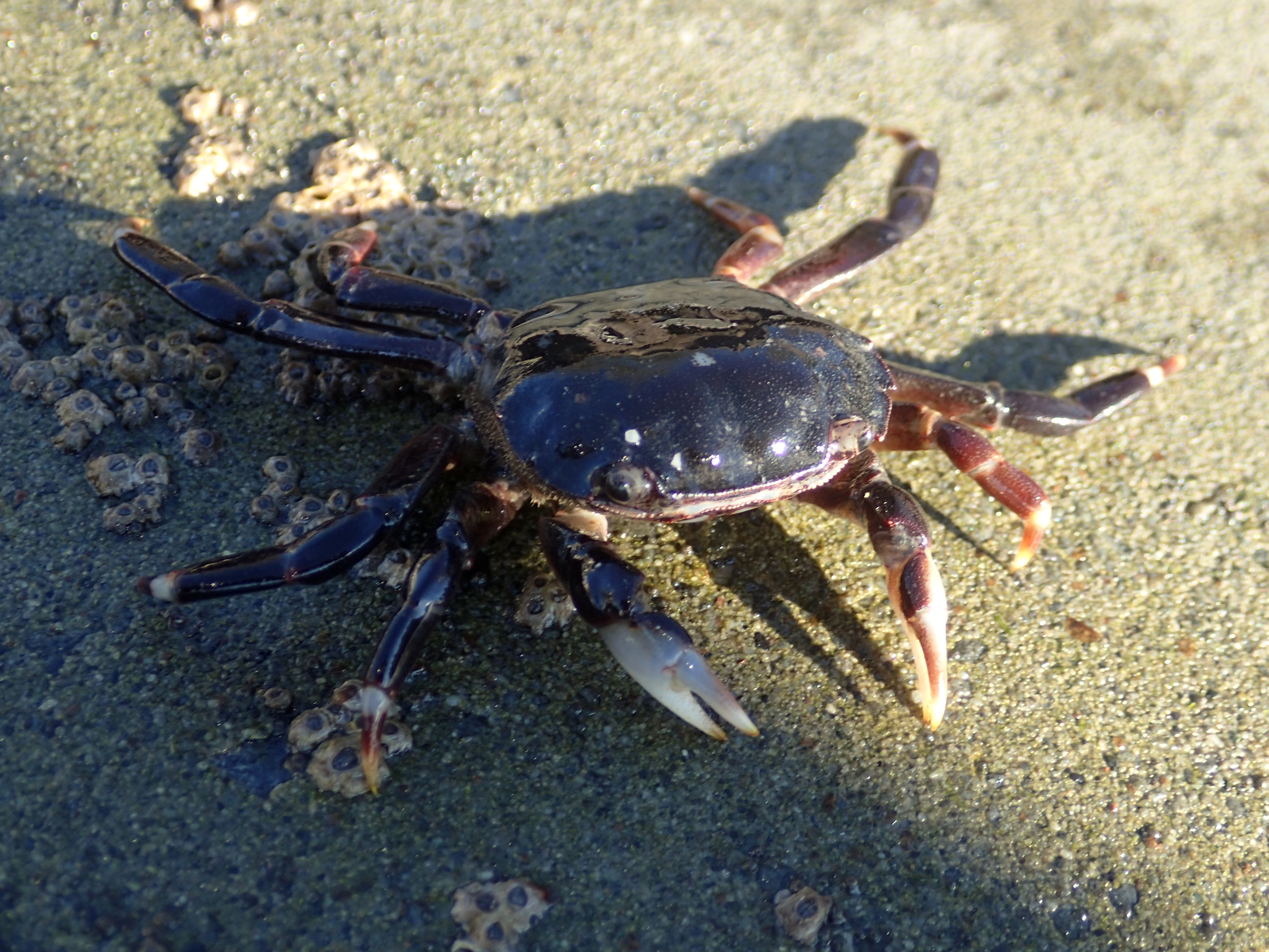
Hemigraspus sexdentatus

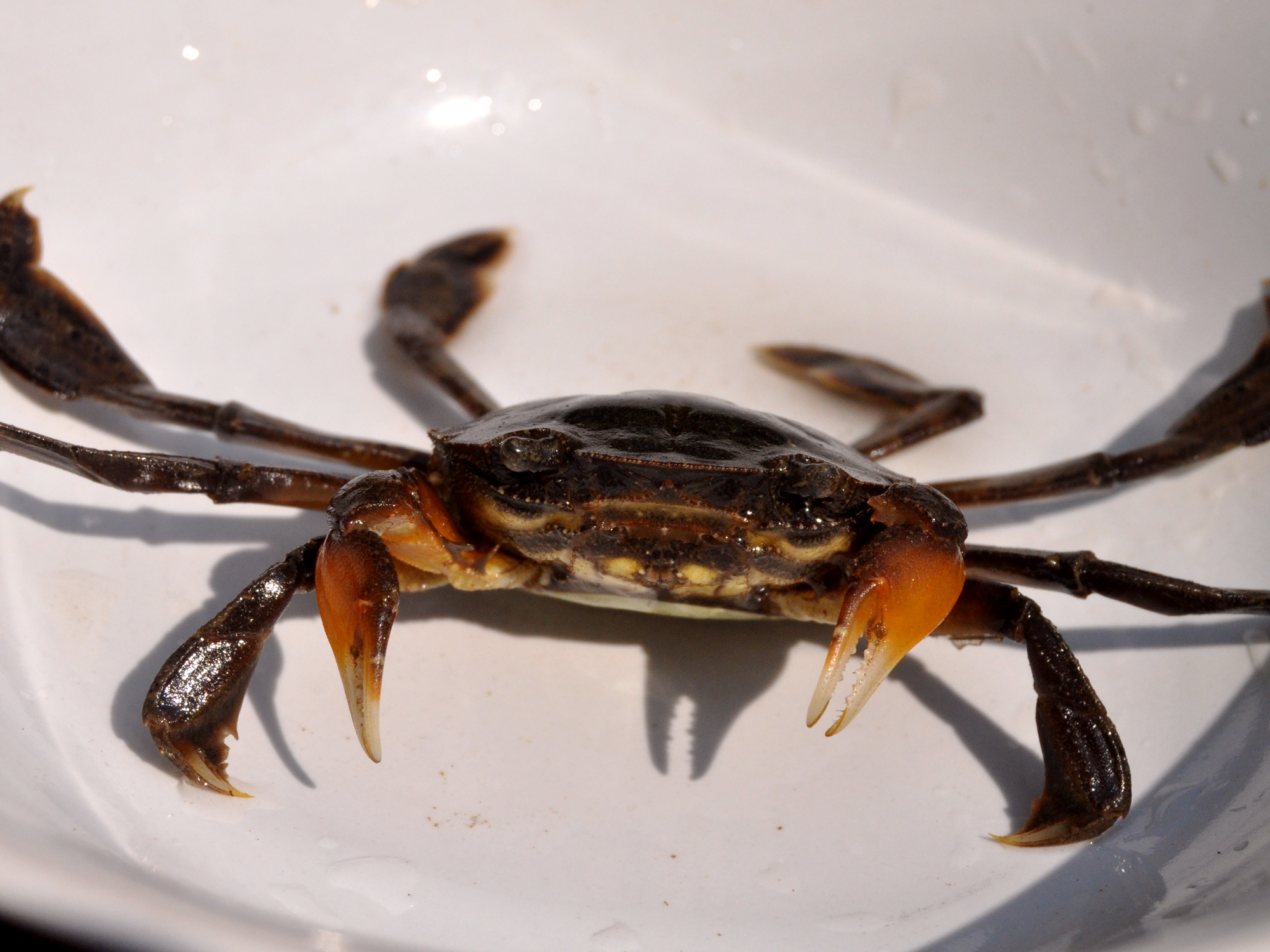
Varuna litterata

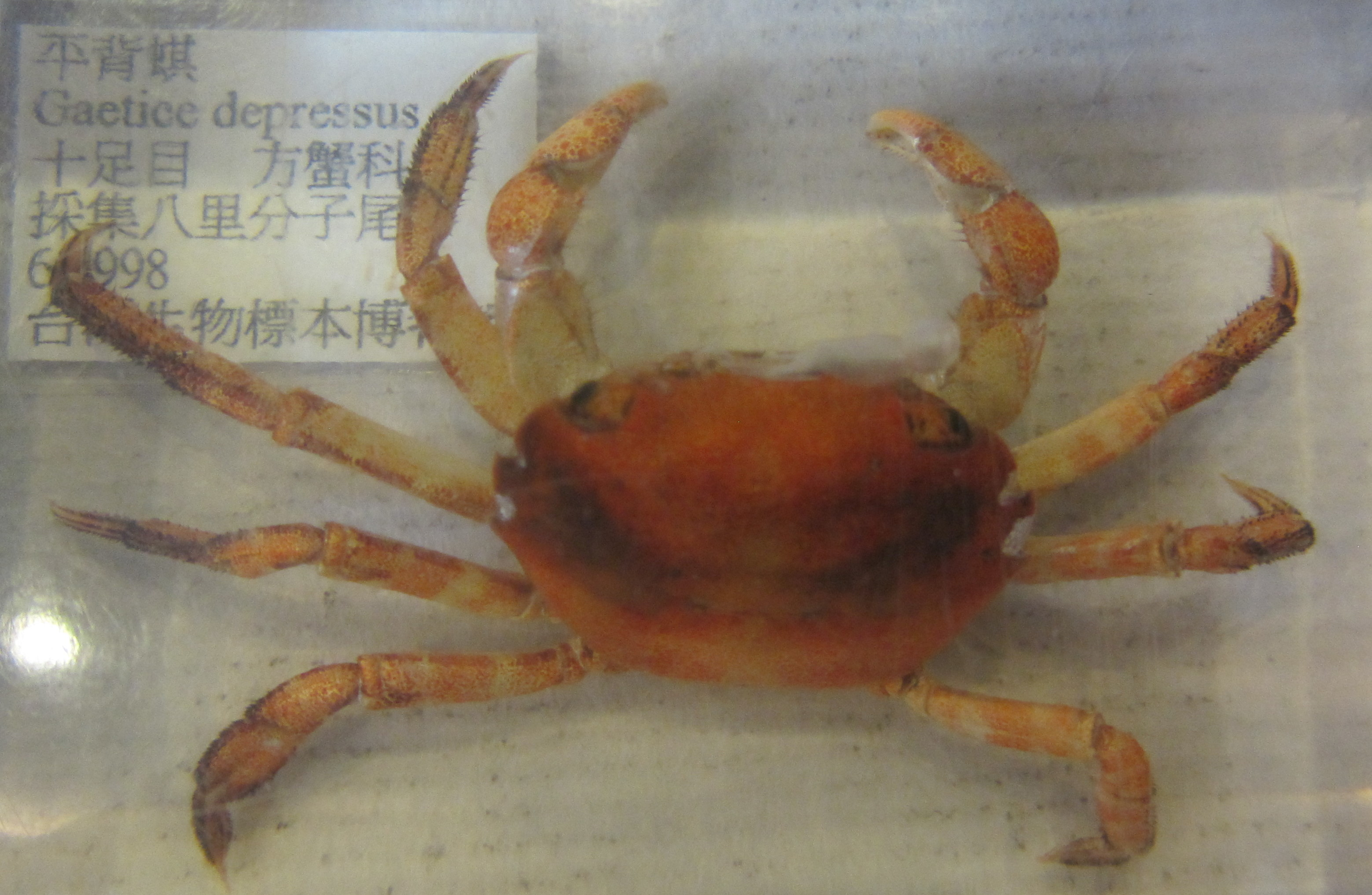
Gaetice depressus

Varunidae – rodzina skorupiaków z rzędu dziesięcionogów i infrarzędu krabów.
Karapaks tych krabów ma słabo zaznaczony podział na regiony, powierzchnię gładką, punktowaną lub rzadziej ziarenkowaną i może mieć kształt od zaokrąglonego przez kwadratowy po prawie prostokątny. Szeroko dwupłatowy region frontalny ma parę małych płatków postfrontalnych. Krawędzie przednio-boczne karapaksu mają po 1–3 ząbki (wyjątkowo są bezzębne) i często są słabo odgraniczone od tylno-bocznych. Dołki oczne mają dolny brzeg utworzony przez dośrodkowe przedłużenie zęba zewnątrzorbitalnego, a poniżej nich i za nimi biegnie krawędź suborbitalna wyposażona w ząbki, płatki lub ziarenka. Pierwsza para czułków cechuje się nieruchomymi nasadami, druga zaś jest podzielona wąskokilowatą przegrodą, nakrytą od góry wcięciem krawędzi frontalnej. Tęgo zbudowane szczypce są podobnego kształtu i mogą mieć kępki szczecin w przedwierzchołkowych częściach palców. Pozostałe pary pereiopodów (odnóża kroczne) są spłaszczone i mają na przedzie meropoditów tępo zaokrąglone kile. Pleon (odwłok) samców budują wolno połączone segmenty, a przedłużenie siódmego episternitu oddziela ich otwory płciowe od bioder ostatniej pary nóg krocznych.
Należy tu około 160 opisanych gatunków, sklasyfikowanych w 4 podrodzinach i około 40 rodzajach:
- podrodzina: Asthenognathinae Stimpson, 1858
  - Asthenognathus Stimpson, 1858
  - †Globihexapus Schweitzer et Feldmann, 2001
- podrodzina: Cyclograpsinae H. Milne Edwards, 1853
  - Austrohelice K. Sakai, Türkay et Yang, 2006
  - Chasmagnathus De Haan, 1833
  - Cyclograpsus H. Milne Edwards, 1837
  - Helicana K. Sakai et Yatsuzuka, 1980
  - Helice De Haan, 1833
  - Helograpsus Campbell et Griffin, 1966
  - Metaplax H. Milne Edwards, 1852
  - †Miosesarma Karasawa, 1989
  - Neohelice K. Sakai, Türkay et Yang, 2006
  - Paragrapsus H. Milne Edwards, 1853
  - Parahelice K. Sakai, Türkay et Yang, 2006
  - Pseudohelice K. Sakai, Türkay et Yang, 2006
- podrodzina: Gaeticinae Davie et N. K. Ng, 2007
  - Brankocleistostoma Števčić, 2011
  - Gaetice Gistel, 1848
  - Gopkittisak Naruse et Clark, 2009
  - Proexotelson Naruse, 2015
  - Pseudopinnixa Ortmann, 1894
  - Sestrostoma Davie et N. K. Ng, 2007
- podrodzina: Thalassograpsinae Davie et N. K. Ng, 2007
  - Thalassograpsus Tweedie, 1950
- podrodzina: Varuninae H. Milne Edwards, 1853
  - Acmaeopleura Stimpson, 1858
  - Brachynotus De Haan, 1833
  - Cyrtograpsus Dana, 1851
  - Eriocheir De Haan, 1835
  - Grapsodius Holmes, 1900
  - Hemigrapsus Dana, 1851
  - Neoeriocheir Sakai, 1983
  - Noarograpsus N. K. Ng, Manuel et Ng, 2006
  - Orcovita Ng et Tomascik, 1994
  - Otognathon Ng et Števčić, 1993
  - Parapyxidognathus Ward, 1941
  - Platyeriocheir N. K. Ng, Guo et Ng, 1999
  - Pseudogaetice Davie et N. K. Ng, 2007
  - Pseudograpsus H. Milne Edwards, 1837
  - Ptychognathus Stimpson, 1858
  - Pyxidognathus A. Milne-Edwards, 1879
  - Scutumara Ng et Nakasone, 1993
  - Tetragrapsus Rathbun, 1916
  - Utica White, 1847
  - Varuna H. Milne Edwards